# Football Club Lahti 2013
Questa voce raccoglie le informazioni riguardanti il Football Club Lahti nelle competizioni ufficiali della stagione 2013.

## Stagione
Nella stagione 2013 l'FC Lahti ha disputato la Veikkausliiga, massima serie del campionato finlandese di calcio, terminando il torneo al quinto posto con 48 punti conquistati in 33 giornate, frutto di 15 vittorie, 5 pareggi e 15 sconfitte. In Suomen Cup è stato eliminato al sesto turno dal KuPS, disputando una sola partita. Ha vinto la seconda Liigacup della sua storia, vincendo in finale per 2-1 sul JJK.

## Rosa
| N. |                      | Ruolo | Calciatore      |
| -- | -------------------- | ----- | --------------- |
| 1  | Finlandia (bandiera) | P     | Juha Tuomi      |
| 3  | Finlandia (bandiera) | D     | Mikko Hauhia    |
| 4  | Finlandia (bandiera) | D     | Jukka Sinisalo  |
| 5  | Finlandia (bandiera) | C     | Loorents Hertsi |
| 6  | Finlandia (bandiera) | D     | Pyry Kärkkäinen |
| 7  | Finlandia (bandiera) | C     | Mika Mäkitalo   |
| 8  | Finlandia (bandiera) | D     | Markus Joenmäki |
| 9  | Brasile (bandiera)   | A     | Rafael          |
| 12 | Finlandia (bandiera) | P     | Joonas Meronen  |
| 13 | Finlandia (bandiera) | A     | Jussi Länsitalo |

| N. |                      | Ruolo | Calciatore         |
| -- | -------------------- | ----- | ------------------ |
| 14 | Finlandia (bandiera) | C     | Olli Tynkkynen     |
| 17 | Finlandia (bandiera) | C     | Onuray Köse        |
| 18 | Finlandia (bandiera) | C     | Konsta Hietanen    |
| 19 | Finlandia (bandiera) | C     | Matti Klinga       |
| 20 | Finlandia (bandiera) | A     | Jonne Kemppinen    |
| 21 | Finlandia (bandiera) | A     | Tommi Kari         |
| 24 | Camerun (bandiera)   | C     | Jean Nganbe Nganbe |
| 27 | Finlandia (bandiera) | D     | Joni Aho           |
| 30 | Finlandia (bandiera) | P     | Miikka Mujunen     |
| 86 | Brasile (bandiera)   | A     | Vini Dantas        |

## Statistiche

### Statistiche di squadra
| Competizione  | Punti | In casa | In casa | In casa | In casa | In casa | In casa | In trasferta | In trasferta | In trasferta | In trasferta | In trasferta | In trasferta | Totale | Totale | Totale | Totale | Totale | Totale | DR |
| Competizione  | Punti | G       | V       | N       | P       | Gf      | Gs      | G            | V            | N            | P            | Gf           | Gs           | G      | V      | N      | P      | Gf     | Gs     | DR |
| ------------- | ----- | ------- | ------- | ------- | ------- | ------- | ------- | ------------ | ------------ | ------------ | ------------ | ------------ | ------------ | ------ | ------ | ------ | ------ | ------ | ------ | -- |
| Veikkausliiga | 48    | 17      | 9       | 1       | 7       | 27      | 19      | 16           | 6            | 2            | 8            | 20           | 30           | 33     | 15     | 3      | 15     | 47     | 49     | -2 |
| Suomen Cup    | -     | 1       | 0       | 0       | 1       | 1       | 2       | -            | -            | -            | -            | -            | -            | 1      | 0      | 0      | 1      | 1      | 2      | -1 |
| Liigacup      | -     | 5       | 3       | 1       | 1       | 7       | 3       | 4            | 2            | 2            | 0            | 3            | 1            | 9      | 5      | 3      | 1      | 10     | 4      | +6 |
| Totale        | -     | 23      | 12      | 2       | 9       | 34      | 23      | 20           | 8            | 4            | 8            | 23           | 31           | 43     | 20     | 6      | 17     | 57     | 54     | +3 |